# دودمان (كوهستان)
دودمان (بالفارسية: دودمان) هي قرية تقع في إيران في Kuhestan Rural District. يقدر عدد سكانها بـ 19 نسمة .